# Liviu Librescu
Liviu Librescu (em hebraico: ליביו ליברסקו; Ploiești, Romênia, 18 de agosto de 1930 — Blacksburg, Virgínia, 16 de abril de 2007) foi um professor de engenharia mecânica romeno-israelita, sobrevivente do holocausto, especialista em construção de navios e aviões.

## Biografia
Librescu viveu como judeu durante a Segunda Guerra Mundial na Romênia, então aliada à Alemanha Nazi. Sobreviveu à deportação em um campo de concentração na Transnístria e depois em um gueto em Focşani.

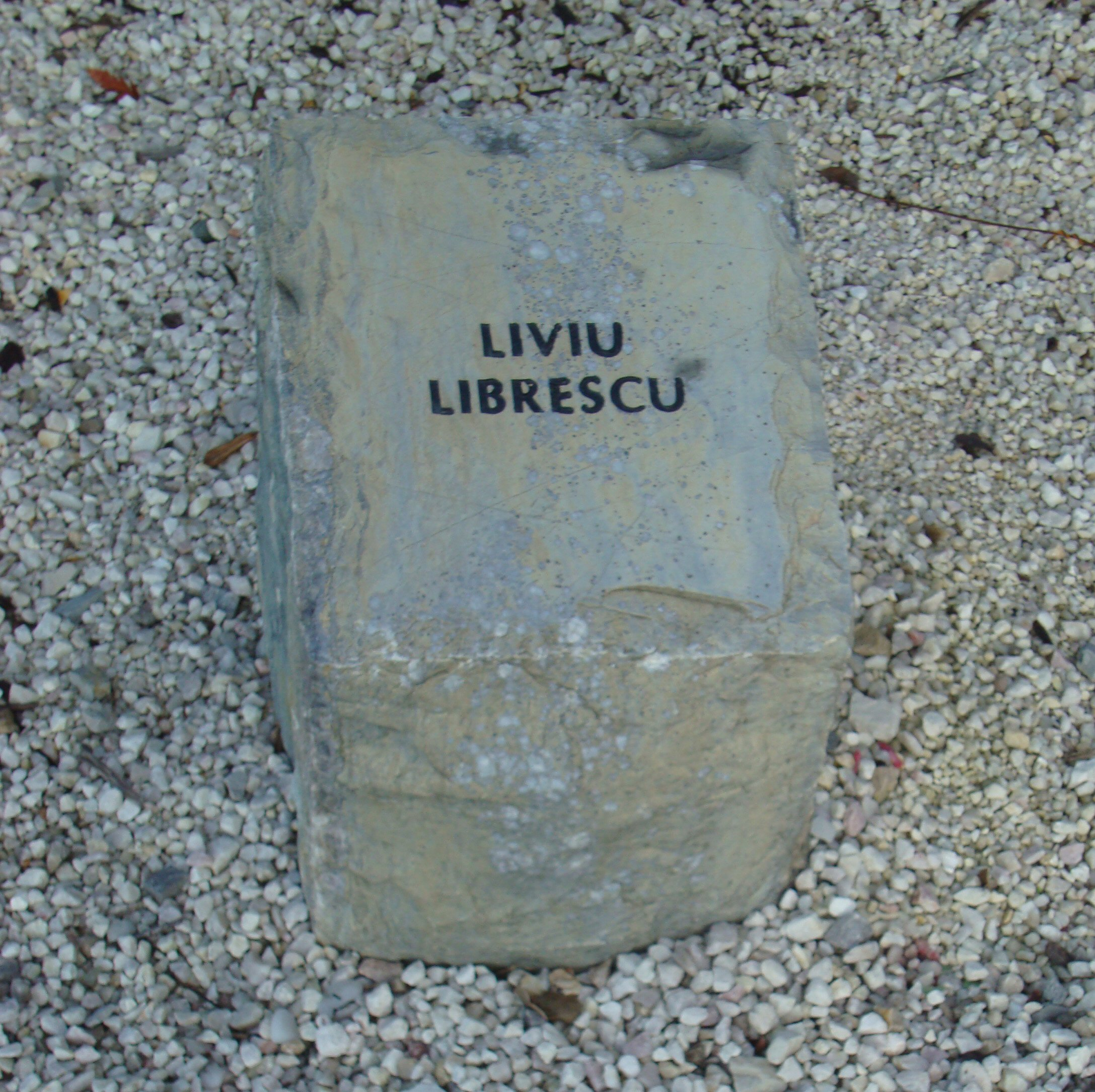
Monumento sepulcral de Liviu Librescu no campus do Instituto Politécnico e Universidade Estadual da Virgínia

Librescu estudou construção de aviões na Universidade Politécnica de Bucareste, completando o curso em 1952. Doutorou-se em 1969 na Academia de Ştiinţe din România com uma tese sobre mecânica dos fluidos.
Trabalhou entre 1953 e 1975 em diversos institutos afiliados à Academia Romena de Ciências.
Impedido de exercer livremente os preceitos de sua religião, imigrou juntamente com sua mulher para Israel. Viajaram para os Estados Unidos da América em 1978, lá permanecendo. Após obter a nacionalidade norte-americana, Librescu tornou-se professor do Instituto Politécnico e Universidade Estadual da Virgínia.
Foi uma das vítimas fatais do massacre de Virginia Tech, em 16 de abril de 2007.